# Coenagrionoidea
Coenagrionoidea — надродина рівнокрилих бабок.

## Класифікація
В надродину включають 6 сучасних родин:
- Стрілки (Coenagrionidae)
- Isostictidae
- Плосконіжки (Platycnemididae)
- Platystictidae
- Protoneuridae
- Pseudostigmatidae